# 하비에르 이루레타
하비에르 이루레타고예나 아미아노(스페인어: Javier Iruretagoyena Amiano, 1948년 4월 1일, 바스크 지방 이룬 ~)는 줄여서 하비에르 이루레타(스페인어: Javier Irureta)로 알려진 스페인의 전 축구 공격형 미드필더이자 감독이다.
그는 아틀레티코 마드리드와 아틀레틱 빌바오에서 특출한 활약을 펼쳤는데, 두 구단 소속으로 도합 344번의 라 리가 경기에 출전해 70골을 넣었다.
이루레타는 스페인 1부 리그의 여러 구단 지휘봉을 맡았는데, 특히 데포르티보 지도자로 괄목할 만한 성과를 냈다. 그는 갈리시아 지방의 양강 데포르티보와 셀타 비고, 바스크 지방의 양강 아틀레틱 빌바오와 레알 소시에다드를 모두 지휘한 적이 있는 유일한 감독이기도 하다.

## 클럽 경력

### 아틀레티코 마드리드
이루레타는 기푸스코아 주 이룬 출신으로 1965년에 인근 구단 레알 우니온에서 성인 무대 신고식을 치렀다. 2년 후, 그는 소속 구단이 2부 리그 플레이오프전 진출권을 얻도록 도왔고, 이후 같은 해에 아틀레티코 마드리드로 이적하였다. 아틀레티코 소속으로 이루레타는 아델라르도, 루이스 아라고네스, 그리고 호세 에울로히오 가라테와 협력하여 라 리가 2회 우승과 코파 델 레이 1회 우승에 공헌했다.
매트릭스 제작자들은 1974년에 유러피언컵 결승전에 진출하였지만, 바이에른 뮌헨이 우승하고도 인터콘티넨털컵 참가를 거절하면서 우승 자격으로 대신 참가하여 아르헨티나의 CA 인데펜디엔테를 상대해 합계 2-1 승리에 공헌하였는데, 이루레타는 2차전에서 2-0으로 이기는 경기에서 1득점을 올렸었다.

### 아틀레틱 빌바오
아틀레티코 마드리드 일원으로 8년을 보낸 이루레타는 고향 바스크 지방으로 복귀해 아틀레틱 빌바오에 입단하였다. 빌바오에서 거둔 최고의 성적은 1977년에 2개 대회에서 준우승을 거둔 것이었는데, 하나는 코파 델 헤네랄리시모에서, 하나는 UEFA컵에서 얻은 것으로, 당시 이루레타는 노련한 호세 앙헬 이리바르와 신예 호세 라몬 알렉상코와 동행하였다.
1980년, 이루레타는 32세의 나이로 400번이 넘는 공식 경기에 출전해 100골 가까이 넣고 은퇴하였다.

## 국가대표팀 경력
이루레타는 스페인 국가대표팀 일원으로 약 3년이라는 기간 (정확히 2년 11개월) 동안에 6경기에 출전하였다. 그러나, 그는 국가대표팀 경기에서 큰 성과를 거두지 못했고, 그에 따라 그는 주요 대회에 참가한 적이 없다. 그가 출전한 첫 국가대표팀 경기는 2-0으로 친선경기에서 승리한 마드리드에서의 우루과이전이었다.
현역 생활 말년, 이루레타는 바스크 국가대표팀 경기에 참가하기도 했다.

## 감독 경력

### 초창기부터 데포르티보까지
감독으로 전향한 후, 이루레타는 하부 리그의 세스타오 지휘봉을 잡고 4년 뒤에 로그로녜스 감독이 되었으며, 그 다음으로 오비에도에서 1990-91 시즌 6위의 성적을 내어 이듬해 UEFA컵 진출 자격을 얻었다. 그는 셀타 비고에서도 1997-98 시즌에 같은 업적을 세워 돈 발론과 엘 파이스의 올해의 감독상을 석권하였고, 1994-95 시즌, 그는 잠깐 아틀레틱 빌바오로 복귀하였고, 이어서 이웃 레알 소시에다드를 지도했다.
그러나, 이루레타는 데포르티보 감독으로 최고의 성과를 냈는데, 그는 데포르티보를 7년 지휘하면서, 2000년에 돈 발론 올해의 감독으로 또 선정되었다. 2년차에 그는 데포르의 사상 첫 리그 우승을 달성했고, 2000-01 시즌과 2001-02 시즌에 준우승, 이어지는 2시즌 동안에는 3위를 기록하면서 UEFA 챔피언스리그에서는 2000-01 시즌과 2001-02 시즌에 8강, 2003-04 시즌에는 준결승 진출의 성과를 냈다. 2001-02 시즌에는 산티아고 베르나베우에서 레알 마드리드를 제압하고 코파 델 레이 정상에 올랐다.

### 베티스
이루레타는 2006년 6월에 베티스와 1년 계약을 맺고 감독으로 취임했으나, 리그에서의 부진으로 12월 21일에 해임되었다. 그는: "제 계약은 상호 계약 해지로 종료되었지만, 제가 먼저 제의한 것입니다. 우리는 계속해서 지금같이 좋지 않은 상황을 더 이어나갈 수 없었습니다"라고 말하였다.

### 말년
2007년 10월, 이루레타는 잉글랜드의 볼턴 원더러스 후임 감독 지망자로 이름을 올렸지만, 이 자리는 게리 멩슨의 것이 되었고, 12월에는 레알 소시에다드의 크리스 콜먼 감독의 유력한 후임으로 거론되기도 했다.
결국 그는 빅토르 페르난데스에 이어 사라고사의 지휘봉을 잡게 되었다. 그러나, 2008년 3월 3일, 취임 1달 반도 되지 않아 이루레타가 감독직 취임 이후로는 없었던 4경기 연속 패배를 당하면서 사표를 냈고, 아라곤 연고 구단이 강등권으로 추락하는 것을 막을 임무를 수행할 마음이 없었다고도 밝혔다. (이후 사라고사는 시즌이 끝나고 강등되었다.) 그의 후임으로 사라고사의 전 골키퍼이자 당시 우에스카 감독을 맡던 마놀로 비야노바가 이루레타의 뒤를 맡게 되었다.

## 감독 통계
2019년 5월 24일 기준
| 구단            | 국적      | 취임             | 해임             | 기록 | 기록 | 기록 | 기록 | 기록  | 주     |
| 구단            | 국적      | 취임             | 해임             | 전   | 승   | 무   | 패   | 율 %  | 주     |
| --------------- | --------- | ---------------- | ---------------- | ---- | ---- | ---- | ---- | ----- | ------ |
| 세스타오        | 스페인    | 1984년 6월 10일  | 1988년 5월 22일  | 186  | 87   | 41   | 58   | 46.77 |        |
| 로그로녜스      | 스페인    | 1988년 5월 22일  | 1989년 1월 30일  | 21   | 5    | 9    | 7    | 23.81 |        |
| 오비에도        | 스페인    | 1989년 6월 27일  | 1993년 2월 5일   | 156  | 54   | 49   | 53   | 34.62 |        |
| 라싱 산탄데르   | 스페인    | 1993년 7월 3일   | 1994년 6월 9일   | 42   | 17   | 9    | 16   | 40.48 | [ 23 ] |
| 아틀레틱 빌바오 | 스페인    | 1994년 6월 9일   | 1995년 3월 20일  | 35   | 13   | 9    | 13   | 34.14 | [ 24 ] |
| 레알 소시에다드 | 스페인    | 1995년 11월 28일 | 1997년 7월 6일   | 72   | 31   | 19   | 22   | 43.06 | [ 25 ] |
| 셀타 비고       | 스페인    | 1997년 7월 6일   | 1998년 5월 18일  | 44   | 22   | 9    | 13   | 50.00 | [ 26 ] |
| 데포르티보      | 스페인    | 1998년 5월 18일  | 2005년 5월 31일  | 377  | 187  | 90   | 100  | 49.60 | [ 27 ] |
| 베티스          | 스페인    | 2006년 6월 11일  | 2006년 12월 22일 | 17   | 4    | 5    | 8    | 23.53 | [ 28 ] |
| 사라고사        | 스페인    | 2008년 1월 22일  | 2008년 3월 3일   | 6    | 1    | 1    | 4    | 16.67 | [ 29 ] |
| 경력 합계       | 경력 합계 | 경력 합계        | 경력 합계        | 956  | 421  | 241  | 294  | 44.04 | —      |

## 수상

### 선수
아틀레티코 마드리드
- 라 리가: 1969–70, 1972–73
- 코파 델 헤네랄리시모: 1971–72
- 인터콘티넨털컵: 1974
- 유러피언컵 준우승: 1973–74

아틀레틱 빌바오
- UEFA컵 준우승: 1976–77
- 코파 델 레이 준우승: 1976–77

### 감독
데포르티보
- 라 리가: 1999–2000
- 코파 델 레이: 2001–02
- 수페르코파 데 에스파냐: 2000, 2002